# Penne 1920
La Società Sportiva Dilettantistica Penne 1920 S.r.l. è la principale squadra calcistica di Penne (PE). Milita in Eccellenza, quinta divisione del campionato italiano di calcio. 
Disputa le partite interne allo Stadio Comunale "Fernando Colangelo" di Penne, da 1600 posti. I colori sociali del sodalizio sono il bianco ed il rosso.

## Storia
La società viene fondata nel 1920.
Nella stagione 1931-1932 si classifica seconda nel campionato di Promozione Abruzzese alle spalle del Chieti, e perde lo spareggio per la Serie C con il Rimini.
Nella stagione 1980-81 ottiene la promozione nell'Interregionale, il massimo campionato dilettantistico dell'epoca, nel quale rimane ininterrottamente fino alla stagione 1995-1996 e sfiorando in due occasioni la Serie C2 prima nella stagione 1981-1982 (seconda alle spalle dell'Elpidiense) e quindi nella stagione 1992-1993 (seconda alle spalle del Fasano). Dopo la retrocessione del 1995-1996, disputa diversi campionati di Eccellenza fino a retrocedere nel campionato di Promozione dal quale risale subito. Dopo una stagione di transizione in Eccellenza, dapprima perde lo spareggio per la Serie D contro lo Spes Mentana (2003-2004) per poi ottenere la promozione nella stagione successiva.
Nella stagione 2005-2006, da neo-promossa, si classifica al quinto posto, centrando i play-off nei quali viene eliminato dal Celano poi promosso in Serie C2. Nella stagione 2006-2007 viene nuovamente retrocesso dopo essersi piazzato al sedicesimo posto ed aver perso il doppio confronto nei play-out con il Centobuchi. Nella stagione 2008-2009 fu sesto in classifica nel torneo d'Eccellenza. La stagione 2009-2010 è di nuovo amara per i colori biancorossi: il Penne retrocede un'altra volta in Promozione.
Al termine della stagione sportiva 2010-2011 la formazione vestina non riesce a riconquistare l'Eccellenza. Fatale ai biancorossi è la sconfitta nella finale dei play-off con il Vasto Marina. Dopo l'anonimo torneo del 2011-12, nella stagione 2012-2013 il Penne rischia il clamoroso scivolone in Prima Categoria. Solo l'arrivo a campionato in corso di Bartolomeo Di Michele alla guida tecnica consente ai biancorossi di salvarsi in extremis, evitando i play-out nonostante la quattordicesima posizione in graduatoria.
La stagione 2013-2014 segna il passaggio di consegne dalla vecchia società presieduta da Pasquale Almonti ad un nuovo gruppo che riparte con un progetto a lungo termine incentrato sulla crescita dei propri giovani ed il ritorno graduale a categorie più consone al blasone della società.
Con tanti giovani in squadra ed una rosa composta quasi interamente da atleti locali, i biancorossi chiudono la stagione al 12º posto centrando l'obiettivo della salvezza con un turno di anticipo, mentre la stagione successiva (2014-15) il progetto inizia ad ottenere i propri frutti con il quinto posto finale che vale la disputa dei playoff con eliminazione in semifinale per mano della Val di Sangro che successivamente otterrà la promozione in Eccellenza.
Ritorno in Eccellenza che non sfuggirà tuttavia nella stagione 2015-2016 chiusa dai biancorossi al primo posto nel girone B di Promozione con 70 punti, staccando di una lunghezza la rivelazione Passo Cordone.

## Palmarès

### Competizioni regionali
- Promozione: 3

1980-1981, 2001-2002 (girone B), 2015-2016 (girone B)